# テディベア

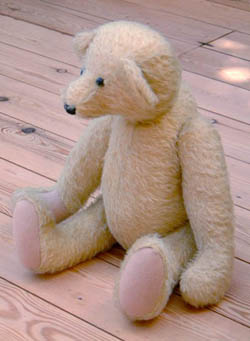
テディベア

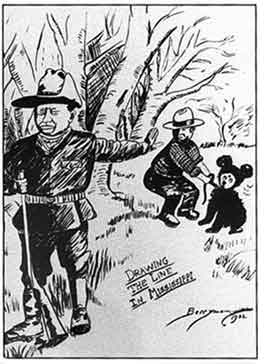
『ワシントン・ポスト』に掲載された挿絵

テディベア（英: Teddy bear）は、クマのぬいぐるみのことである。その名前は、第26代アメリカ合衆国大統領セオドア・ルーズベルトに由来する。
『日本テディベア協会』によると「テディベアには厳密な定義はなく、現在ではクマのぬいぐるみ全般をテディベアとしている」とある。

## 由来
1902年の秋、セオドア・ルーズベルト大統領は趣味である熊狩りに出かけたが、獲物をしとめることができなかった。そこで同行していたハンターが年老いた雌熊（一説には傷を負った子熊）のアメリカグマを追いつめて最後の1発をルーズベルトに頼んだが、ルーズベルトは「瀕死の熊を撃つのはスポーツマン精神に反する」として撃たなかった。
このことが同行していた新聞記者のクリフォード・ベリーマンによって記事にされ、『ワシントン・ポスト』紙に挿絵入りで掲載された。この挿絵のベアは「ベリーマンベア」と呼ばれた。このルーズベルトの逸話に触発されて、ロシア移民モリス・ミットムがアイデアル社（Ideal Novelty & Toy）を興し、製造した熊の縫いぐるみにルーズベルトの愛称「テディ」を付けて販売したのが、アメリカ国内初のテディベア・メーカーといわれている。一方、同じ頃にドイツのマルガレーテ・シュタイフの興したシュタイフ社（Steiff firm）によって、元々はルーズベルトの逸話と無関係に1902年に作られた熊の縫いぐるみが大量にアメリカに輸入されており、その発注が1903年3月のライプツィヒのトイ・フェアへの出展に端を発するなど公的記録が残されていることから、世界初のテディベアメーカーとしてはシュタイフ社とする説もある。また1904年のセントルイス万国博覧会ではシュタイフ社のテディベアが出品され、グランプリを受賞している。
いずれにしても、テディベアという呼称は新聞記事が最初であり、独占的な商標でないことに変わりはない。

## 愛玩物としてのテディベア

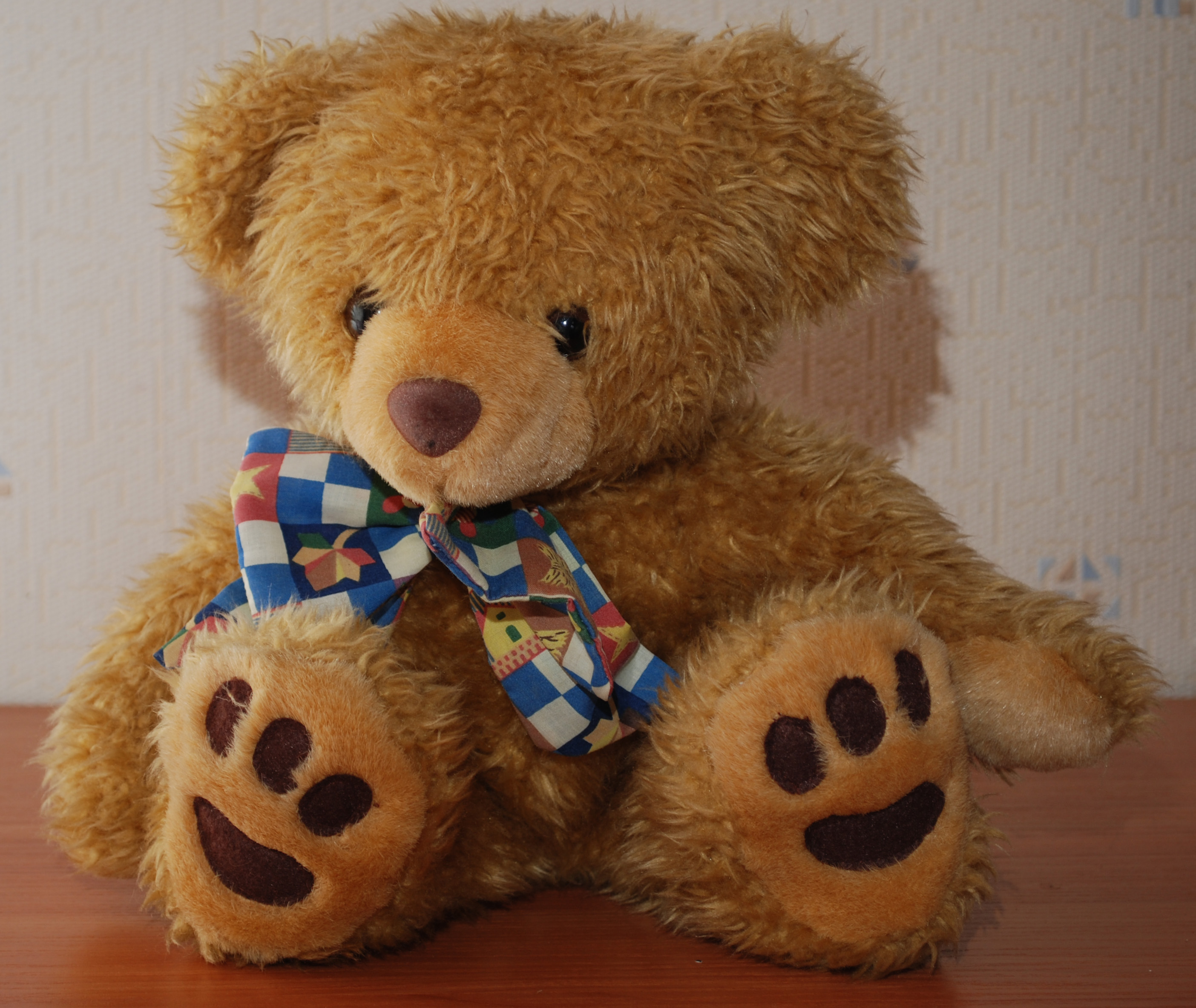
テディ・ベアのぬいぐるみ

### 外見上の特徴
寝ているものや、お座りしているものなどいろいろあり、決まったポーズというものはない。左耳にタグがついているテディベアはシュタイフ社だけの特徴であり、全てのテディベアが必ず備えているものではない。首にリボンが巻きつけられているのは単にデザイン上の都合ではなく、テディベアの誕生日は名前をつけてリボンをつけた日とするという欧米の慣習に倣っている場合がある。

### 素材的な特徴
手触りや質感を大きく左右するので、さまざまなものが使用されている。毛並みを再現するために天然素材のモヘヤ、アルパカを使った本物指向や、フェイクファーやアクリルボアなど化学繊維を使用したものがある。また、タオルのような質感のパイル生地を使用したものなどがある。

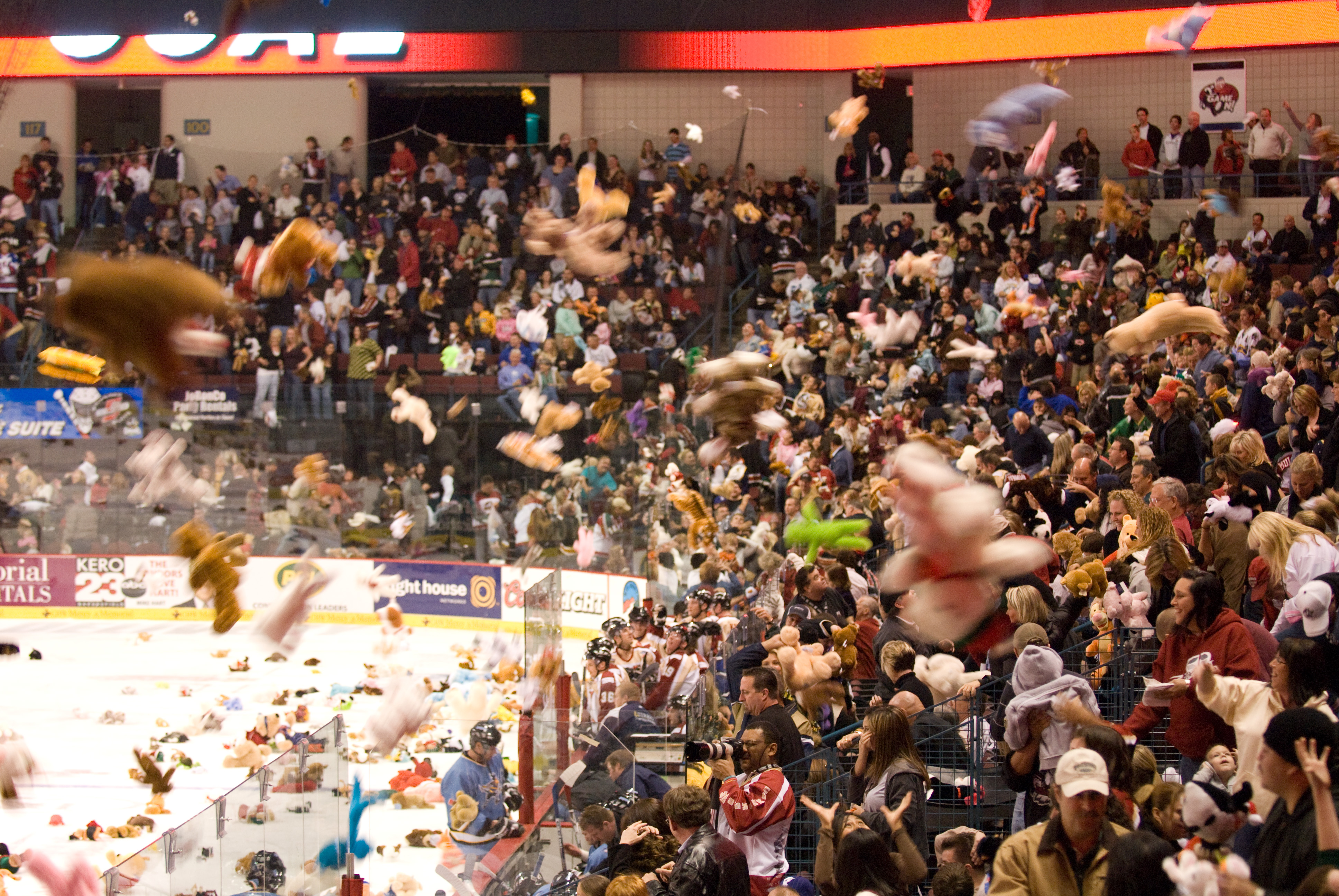
アイスホッケーのゴールが決まった瞬間のテディベア・トス、ベアたちは病院や慈善団体へのプレゼントとして寄付される

### 心理学的効果
乳幼児の愛玩物として親しまれているだけでなく、精神安定をもたらす癒しの人形としても扱われている。布団やベッドなどに寝かせつける時には、寂しくないように乳幼児の隣にテディベアを入れて毛布をかけて寝かせることに使用されるケースがあるほか、筑波大学附属病院では宮本信也教授により小児患者に対するテディベアの癒し効果の有効性を検討する「テディベアの癒し効果に関する研究」（附属病院臨床研究倫理審査委員会承認済）が実施された。

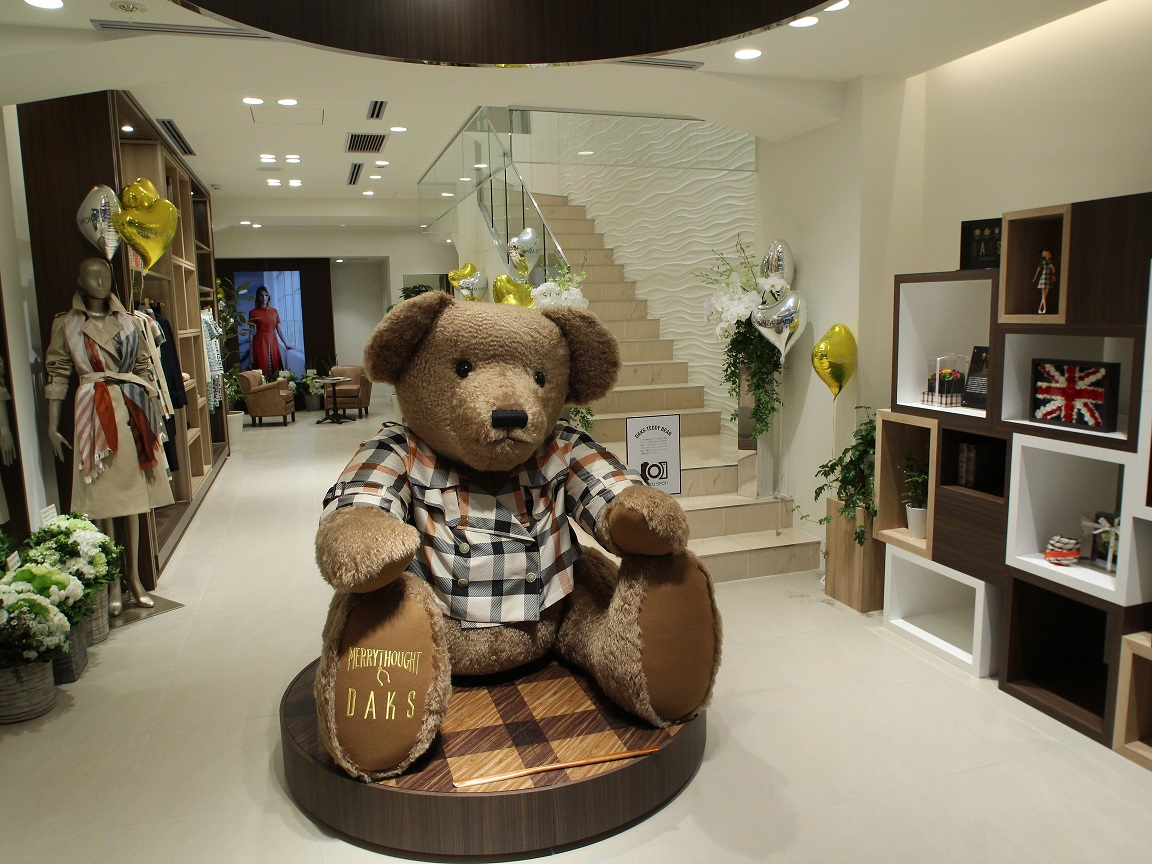
DAKS銀座店で売られているテディベア

### 商品展開
大人の愛玩物としても親しまれている。主に女性向けに販売されているが、男性向けにも「ヒーローベア」などとして販売されている。1926年に発表されたA・A・ミルンの児童小説『クマのプーさん』は息子が持っていたテディベアから着想を得て書かれたものであるように、元々欧米では男女の区別なく所有されてきた歴史があるためか、男性コレクターは珍しくない。日本ではソムリエの田崎真也が知られており、1999年には SOMMELIER BEAR TASAKI が日本限定1500体でシュタイフ社により生産されている。また、女性では歌手の宇多田ヒカルが2006年の23歳の誕生日に巨大なテディベアをプレゼントされて以来「くまちゃん」と呼ぶほど気に入り、公式ブログやTwitterなどにも頻繁に登場している。

## 映画などにおけるテディベア
テレビドラマや映画などで、象徴的な小道具のひとつとして使用されることがある。
一例をあげると、1991年のアメリカ映画『フック』の中で、黒のベビーカーの中で寝ている生後7日目の赤ちゃん「ピーター・パン」の枕元に茶色のクマのぬいぐるみ「タディ」が一緒に入れられている。また、夜空の向こうにあるネバーランドへ旅立つシーンでも、ティンカー・ベルの左手を握りしめた赤ん坊のピーターはクマのぬいぐるみ「タディ」を持ったまま夜空の向こうにあるネバーランドへ飛び立つシーンが描写されている。ピーター・パン関連の作品に登場する幼い子供マイケル・ダーリングも愛用しており、ネバーランドに行くときにテディベアを連れていく描写が描かれている。
2001年のアメリカ映画『A.I.』においても、主人公のサポートをするロボットとして描かれている。
セス・マクファーレン監督のコメディ映画『テッド』とその続編『テッド2』は、命が宿ったテディベアのテッドが主人公である。
2016年のテレビアニメ『魔法つかいプリキュア!』では、主人公の朝日奈みらいが幼少期から所有しているテディベアのモフルンに命が宿り、そのままみらいたちがプリキュアに変身するためのアイテムになった。

## テディベアの歌
1957年にエルヴィス・プレスリーが「君のテディベアになりたい」と歌い、全米で7週間もの間1位を獲得した「テディ・ベア」は、エルヴィス2作目の映画『さまよう青春』の挿入歌である。映画の制作時期にエルヴィスが「テディベアは大好き」とインタビューに答えたところ、ファンから大量のテディベアが届いたため、映画会社があわてて作らせて歌わせた逸話がある。その年のクリスマスにエルヴィスは数千個のテディ・ベアを国立小児麻痺財団に寄贈した。日本ではあまり馴染みがないため、TVシリーズ『フルハウス』の中でエルヴィス・ファンであるジェシーがミシェルのために歌う子守唄の原曲であることを知る人は少ない。シュタイフ社ではヒット曲にあやかり「The Elvis Bear」という限定テディベアを1994年に発売した。リボンにエルヴィスの写真がプリントされ、左足に「Elvis」の刺繍、そして体内に「Teddy Bear」のオルゴールが埋め込まれた製品となっている。なお、日本における訳詞版としては1958年発売の川路美樹（ミッキー・カーチス）の訳詞・編曲、ミッキー・カーチスの歌唱による「小熊のテデー」（後のCDへの収録時は「小熊のテディ」とも）、1977年発売の岡田冨美子の訳詞・服部克久の編曲・ビッグ・マンモスの歌唱による「こぐまのテディ」（フジテレビの『ママとあそぼう!ピンポンパン』で放送された）がある。
また、ジミー・ケネディが作詞、ジョン・ウォルター・ブラットンが作曲した「熊ちゃんのピクニック」（「くまちゃんのピクニック」とも表記される）という曲がある。日本ではきたひろし（服部公一）の訳詞、ボニージャックスの歌で1961年にNHKの『みんなのうた』で放送された。

## テディベアの日
セオドア・ルーズベルトの誕生日である10月27日が「テディベアの日」と言われているのは、世界的な記念日ではないが、愛好家たちが設定している記念日である。日本では日本テディベア協会がルーズベルトの逸話にちなみ「相手の事を思いやる気持ち」をベアを通して伝える日にしようと提唱している。

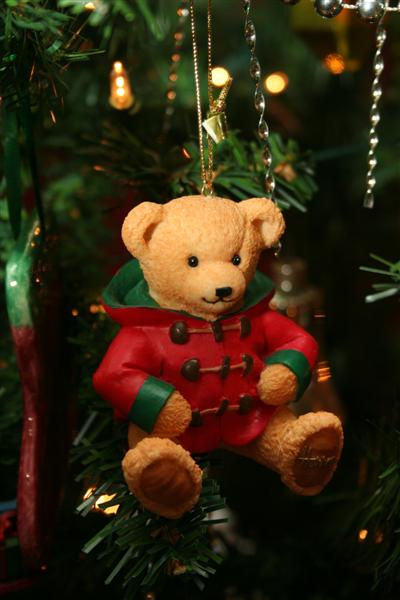
クリスマスの飾り付けに使われるテディベア
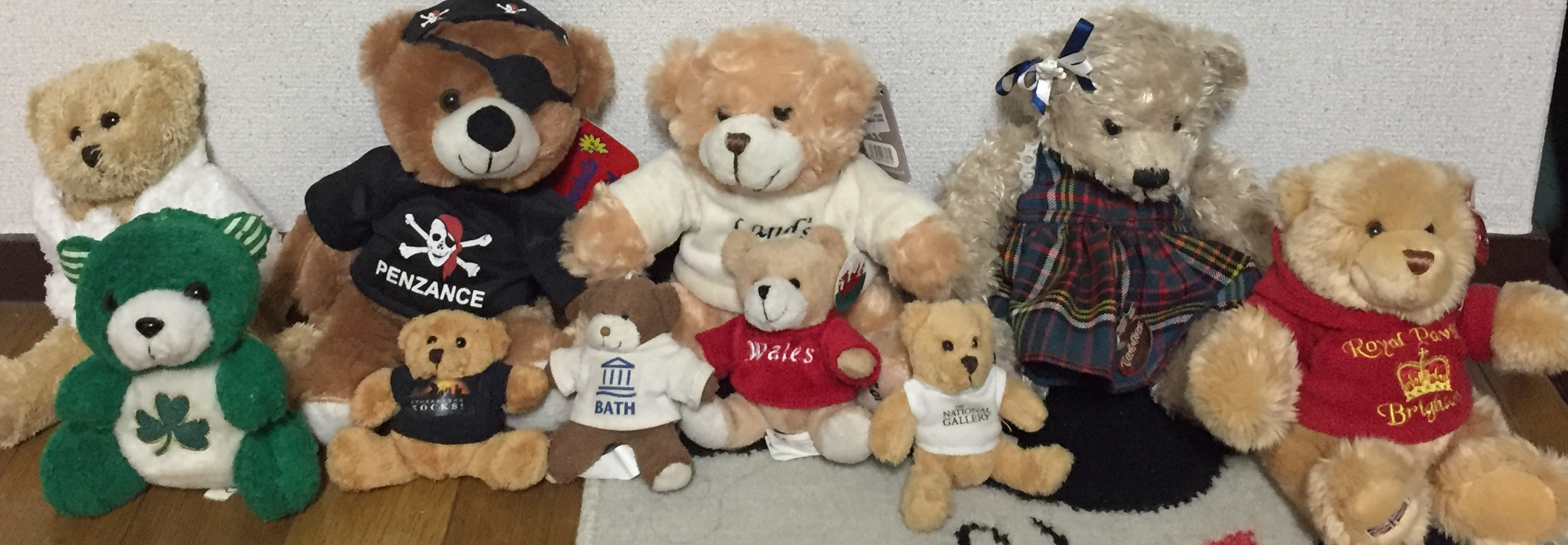
ブリテン諸島の各地で土産物として売られているテディベア

## 関連書籍
- 赤川次郎著『おやすみ、テディ・ベア（上） 赤川次郎ベストセレクション（１８） (角川文庫)』2011年ISBN 978-4041000045
  - 『おやすみ、テディ・ベア（下）』ISBN 978-4041000038
- 酒井駒子著『よるくま』偕成社1999年ISBN 978-4033312309